# Untererlbach
Untererlbach (fränkisch: (Unda)ärlba) ist ein Gemeindeteil der Stadt Spalt im Landkreis Roth (Mittelfranken, Bayern). Untererlbach liegt in der Gemarkung Wernfels.

## Geographie
Das Dorf liegt etwa fünf Kilometer nordwestlich von Spalt im Tal des Erlbachs, eines rechten Zuflusses der Fränkischen Rezat, der Untererlbach und eine Kette angrenzender Weiher durchfließt. 0,75 km nördlich erhebt sich der Geiersberg (513 m ü. NHN) im Eichwald. Im Südwesten liegt die Kaltleite und im Nordwesten das Flurgebiet Kessel und im Osten das Waldgebiet Dirnenholz.
Die Staatsstraße 2723 führt nach Obererlbach zur Bundesstraße 466 (1,5 km westlich) bzw. nach Hohenrad zur Staatsstraße 2223 (2,2 km östlich).

## Geschichte
Aufgrund der günstigen Lage ist von einer Gründung im 7. bis 9. Jahrhundert auszugehen. Darauf verweisen auch der unregelmäßige Ortsgrundriss und die Blockgemengeflur. Erstmals urkundlich erwähnt wurde der Ort im Urbar der Herren von Pappenheim von 1214 als „Nidernerlebach“. Der zugrunde liegende Gewässername bezeichnet einen mit Erlen bestandenen Bach. In der Folgezeit kam er zum Kloster Roggenburg, das 1412 seinen Besitz in „Nydern Erlbach“ an Graf Ludwig XI. von Oettingen verkaufte (zwei Höfe, zwei Güter, eine Mühle und Pfarrpfründe). Im Jahre 1437 gelangte der Ort in den Besitz der Nürnberger Patrizierfamilie Rieter von Kornburg. Nach deren Aussterben im Jahre 1753 kam er zur Rieterischen Stiftungsverwaltung. Um 1661 erwarb der österreichische Glaubensflüchtling Baron Händel das Schlösslein, das 1681 Wolfgang von Leubelfing durch Einheiratung erwarb. Ab 1788 war es im Besitz des Forstrats Christian Ludwig von Brandis.
Gegen Ende des 18. Jahrhunderts bestand Untererlbach aus elf Anwesen. Das Hochgericht übte das eichstättische Pflegamt Wernfels-Spalt aus. Die Dorf- und Gemeindeherrschaft hatte das Rittergut Untererlbach der Herren von Brandis. Grundherren waren die Rieterischen Stiftungsverwaltung Kornburg der Reichsstadt Nürnberg (2 Ganzhöfe, 1 Halbhof, 1 Köblergut, 1 Gastwirtschaftsgut, 1 Mahlmühle) und das Rittergut Untererlbach (1 Rittergut mit Brauerei und Schenke, 2 Gütlein, 2 Leerhäuser). Neben den Anwesen gab es das Schlösschen als herrschaftliches und das Hirtenhaus als kommunales Gebäude.
Im Rahmen des Gemeindeedikts wurde Untererlbach dem 1808 gebildeten Steuerdistrikt Wernfels und der 1811 gegründeten Ruralgemeinde Wernfels zugeordnet. Am 1. Mai 1978 wurde Untererlbach im Zuge der Gebietsreform in Bayern in Spalt eingegliedert.

### Baudenkmäler
- Haus Nr. 3: Schloss, Herrenhaus und Scheune[12]
- Haus Nr. 13: ehemaliges Hopfenbauernhaus mit Scheune[12]

### Einwohnerentwicklung
| Jahr      | 001818 | 001840 | 001861 | 001871 | 001885 | 001900 | 001925 | 001950 | 001961 | 001970 | 001987 | 002015 | 002023 |
| Einwohner | 80     | 86     | 107    | 123    | 99     | 100    | 103    | 108    | 84     | 75     | 56     | 59     | 68     |
| Häuser    | 18     | 17     |        |        | 20     | 22     | 21     | 19     | 18     |        | 20     |        |        |
| Quelle    | [ 14 ] | [ 15 ] | [ 16 ] | [ 17 ] | [ 18 ] | [ 19 ] | [ 20 ] | [ 21 ] | [ 22 ] | [ 23 ] | [ 24 ] | [ 1 ]  | [ 1 ]  |

## Religion
Der Ort ist römisch-katholisch geprägt und bis heute nach St. Wenzeslaus (Theilenberg) gepfarrt. Die Einwohner evangelisch-lutherischer Konfession sind nach St. Marien und Christophorus (Kalbensteinberg) gepfarrt.